# Trostînska Novoselîțea, Vasîlkiv
Trostînska Novoselîțea (în ucraineană Тростинська Новоселиця) este o comună în raionul Vasîlkiv, regiunea Kiev, Ucraina, formată numai din satul de reședință.

## Demografie
Componența lingvistică a comunei Trostînska Novoselîțea
     Ucraineană (100%)
Conform recensământului din 2001, toată populația comunei Trostînska Novoselîțea era vorbitoare de ucraineană (100%).